# سامي ستيوارت
سامي ستيوارت (بالإنجليزية: Sammy Stewart)‏ (1 مايو 1920 في المملكة المتحدة - 1995) هو لاعب كرة قدم بريطاني (وحمل سابقاً جنسية المملكة المتحدة لبريطانيا العظمى وأيرلندا) في مركز الظهير. لعب مع نادي إيست فيف.